# Goheung-gun
Goheung es un condado en la provincia de Jeolla del Sur, Corea del Sur.

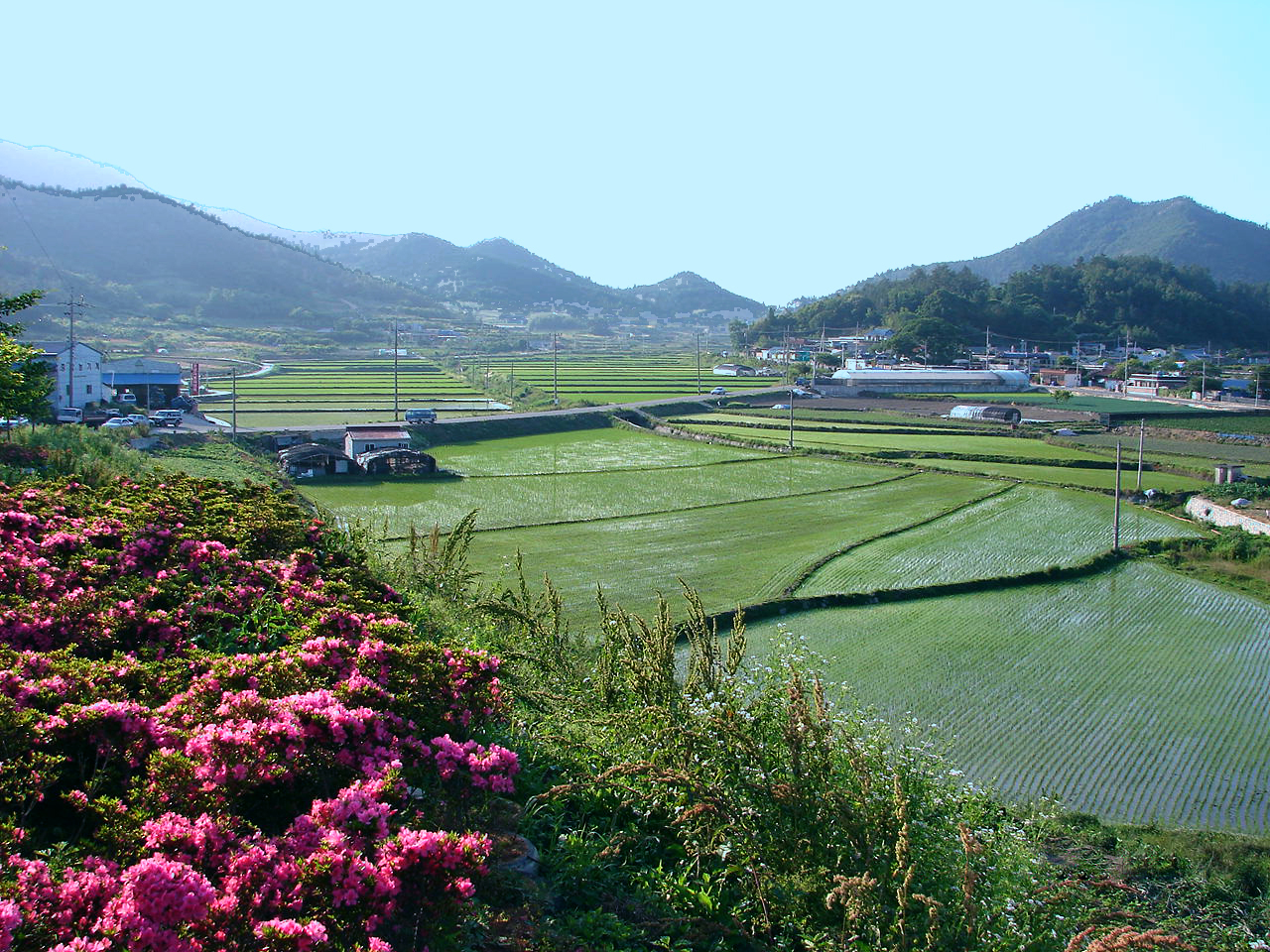
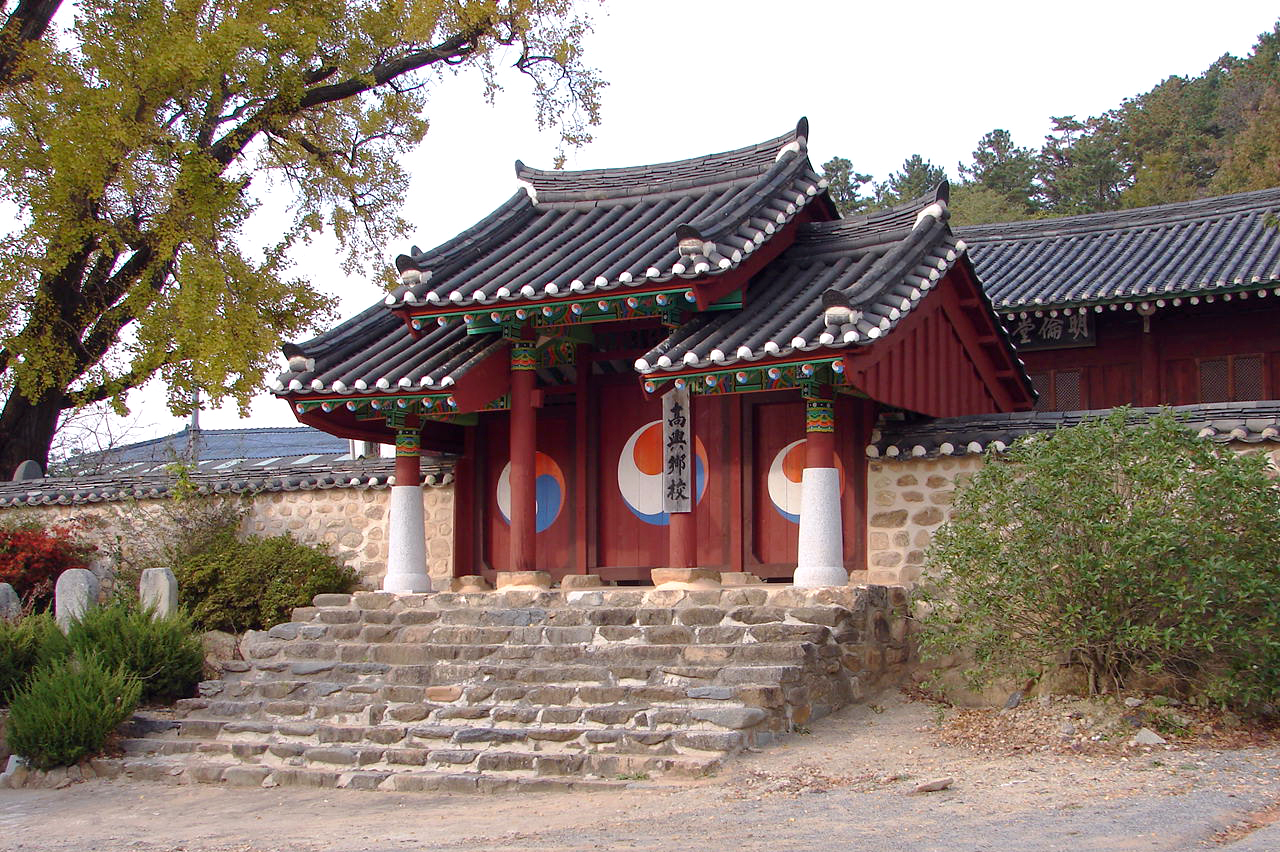
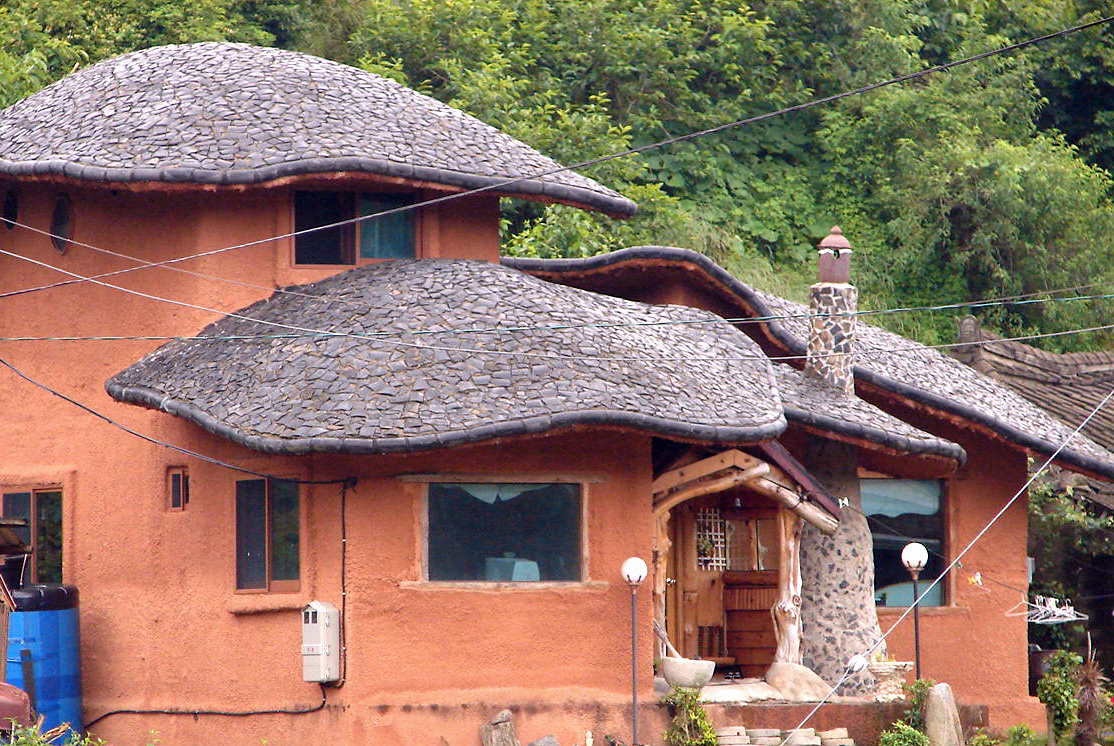

## Clima
| Parámetros climáticos promedio de Goheung (1981–2010) | Parámetros climáticos promedio de Goheung (1981–2010) | Parámetros climáticos promedio de Goheung (1981–2010) | Parámetros climáticos promedio de Goheung (1981–2010) | Parámetros climáticos promedio de Goheung (1981–2010) | Parámetros climáticos promedio de Goheung (1981–2010) | Parámetros climáticos promedio de Goheung (1981–2010) | Parámetros climáticos promedio de Goheung (1981–2010) | Parámetros climáticos promedio de Goheung (1981–2010) | Parámetros climáticos promedio de Goheung (1981–2010) | Parámetros climáticos promedio de Goheung (1981–2010) | Parámetros climáticos promedio de Goheung (1981–2010) | Parámetros climáticos promedio de Goheung (1981–2010) | Parámetros climáticos promedio de Goheung (1981–2010) |
| Mes                                                   | Ene.                                                  | Feb.                                                  | Mar.                                                  | Abr.                                                  | May.                                                  | Jun.                                                  | Jul.                                                  | Ago.                                                  | Sep.                                                  | Oct.                                                  | Nov.                                                  | Dic.                                                  | Anual                                                 |
| ----------------------------------------------------- | ----------------------------------------------------- | ----------------------------------------------------- | ----------------------------------------------------- | ----------------------------------------------------- | ----------------------------------------------------- | ----------------------------------------------------- | ----------------------------------------------------- | ----------------------------------------------------- | ----------------------------------------------------- | ----------------------------------------------------- | ----------------------------------------------------- | ----------------------------------------------------- | ----------------------------------------------------- |
| Temp. máx. media (°C)                                 | 6.9                                                   | 9.0                                                   | 13.3                                                  | 19.1                                                  | 23.3                                                  | 26.1                                                  | 28.9                                                  | 30.3                                                  | 26.9                                                  | 22.3                                                  | 15.7                                                  | 9.8                                                   | 19.3                                                  |
| Temp. media (°C)                                      | 1.3                                                   | 3.0                                                   | 7.2                                                   | 12.7                                                  | 17.3                                                  | 21.1                                                  | 24.7                                                  | 25.7                                                  | 21.6                                                  | 15.7                                                  | 9.2                                                   | 3.5                                                   | 13.6                                                  |
| Temp. mín. media (°C)                                 | -3.6                                                  | -2.4                                                  | 1.3                                                   | 6.2                                                   | 11.4                                                  | 16.6                                                  | 21.4                                                  | 22.0                                                  | 16.9                                                  | 9.7                                                   | 3.2                                                   | -2.0                                                  | 8.4                                                   |
| Precipitación total (mm)                              | 27.7                                                  | 48.9                                                  | 80.6                                                  | 120.1                                                 | 140.2                                                 | 216.0                                                 | 266.7                                                 | 268.7                                                 | 175.1                                                 | 43.6                                                  | 46.7                                                  | 19.3                                                  | 1453.4                                                |
| Días de precipitaciones (≥ 0.1 mm)                    | 5.3                                                   | 6.0                                                   | 8.3                                                   | 8.4                                                   | 9.1                                                   | 9.9                                                   | 13.0                                                  | 11.7                                                  | 8.7                                                   | 4.5                                                   | 6.0                                                   | 4.3                                                   | 95.2                                                  |
| Horas de sol                                          | 173.0                                                 | 176.9                                                 | 205.4                                                 | 226.2                                                 | 233.0                                                 | 192.6                                                 | 180.6                                                 | 212.2                                                 | 191.8                                                 | 221.2                                                 | 179.7                                                 | 176.9                                                 | 2370.3                                                |
| Humedad relativa (%)                                  | 65.1                                                  | 64.2                                                  | 64.0                                                  | 64.0                                                  | 68.2                                                  | 74.5                                                  | 80.0                                                  | 77.2                                                  | 74.4                                                  | 69.1                                                  | 68.5                                                  | 67.1                                                  | 69.7                                                  |
| Fuente: Korea Meteorological Administration           |                                                       |                                                       |                                                       |                                                       |                                                       |                                                       |                                                       |                                                       |                                                       |                                                       |                                                       |                                                       |                                                       |